# 217 a.C.

## Eventos
- Caio Flamínio Nepos, pela segunda vez, e Cneu Servílio Gêmino, cônsules romanos. Depois da morte de Flamínio, Marco Atílio Régulo, pela segunda vez, é nomeado cônsul sufecto.
- Fábio Máximo é nomeado ditador pela segunda vez e assume o comando das forças militares romanas. Seu mestre da cavalaria é Marco Minúcio Rufo. A impaciência com a tática de guerrilha de Fábio faz com que Minúcio seja nomeado, pela primeira vez na história de Roma, co-ditador, tendo Fábio Máximo como seu mestre de cavalaria.
- Lúcio Vetúrio Filão é nomeado comitiorum habendorum causa para realizar as eleições e escolhe Marco Pompônio Matão como mestre da cavalaria, mas ambos renunciam apenas 14 dias depois por causa de irregularidades em sua eleição.
- Segundo ano da Segunda Guerra Púnica:
  - Batalha do Lago Trasimeno, na qual Aníbal destruiu o exército romano de Caio Flamínio, que perdeu a vida no combate.
  - Batalha de Gerônio, a primeira comandada pelo ditador Marco Minúcio Rufo, só não termina em desastre por causa da intervenção do co-ditador Fábio Máximo. Minúcio renuncia em seguida.
  - Ataques navais na costa da África conduzidos pela frota de Cneu Servílio Gêmino.

## Mortes
- Caio Flamínio, político e cônsul da República Romana, morto em combate